# エビスタ西宮
エビスタ西宮（エビスタにしのみや）は、兵庫県西宮市にある、阪神電車西宮駅高架下に広がる阪神百貨店と71の専門店からなるショッピングセンターである。

## 概要
西宮神社の「えべっさん」と、駅を意味する英語「ステーション」(英語: station)からエビスタと名付けられ、開業当初は31の専門店が入居していた。
中核店舗の阪神百貨店は店内で作る「できたて総菜」や和洋菓子など得意とする食品売場いわゆるデパ地下を強みとし、阪神・淡路大震災で従来あった総合スーパーや市場が潰れて大型店の競合が少ない地域性をバックに順調に売上を伸ばし、初年度に目標を上回る年間売上約57億円を達成した。以降初年度の売上を超えた年は無いが、依然として阪神百貨店の支店の中ではトップの売上を維持している。
2015年にリニューアルした際には、ポスターにタレントの蛭子能収が起用されていた。
その後、2018年10月29日に大規模な増床を行い、延床面積約25,000m2として専門店も71店舗に増えた。増築工事では、北口のバスロータリー側に鉄骨構造3階建ての建物が造られ、新規店舗が開業したほか、一部テナントが既存部分から移転した。また、バスロータリーに面した1階にはフードコート「STREET KITCHEN」が設置された。
なお、増床以前の北口には廃車された阪神バスの車体を利用した飲食店があった。

## 主要テナント

### 1階

#### 2003年開業部分
- 阪神百貨店
- 鶴橋風月（お好み焼き）
- カメラのキタムラ
- まるとみ（クリーニング）
- サイゼリヤ
- 家族亭
- やよい軒
- ドコモショップ
- ベルーナ
- カルディコーヒーファーム
- ヴィ・ド・フランス
- マクドナルド

#### 2018年増床部分
- アンリ・シャルパンティエ
- マックミシン
- QBハウス
- 大起水産まぐろダイニング（フードコート内）

#### エビスタイースト
- ファミリーマート（コンビニエンスストア）
- クリニック・薬局

### 2階

#### 2003年開業部分
- 阪神百貨店（東急ハンズTRUCK MARKET併設)
- マツモトキヨシ[1]（兵庫県第1号店）
- 無印良品500
- スターバックスコーヒー[1]
- 3COINS

#### 2018年増床部分
- ブックファースト（2003年開業部分の1階から移転）
- ABCマートMONO
- Zoff
- りそな銀行

### 3階
- セリア
- ココカラファイン薬局

## 営業時間
- エビスタ専門店街（物販店・サービス店） 10:00-21:00 ※一部の店舗を除く
- エビスタ専門店街（飲食店） 11:00-23:00 ※一部の店舗を除く
- 阪神・にしのみや 10:00-21:00

## 交通アクセス

### 鉄道
- 西宮駅 (阪神)内

### バス
- 阪神バス 阪神西宮、阪神西宮南口下車すぐ、阪神西宮駅東口より徒歩

## 阪神バス衝突事故
2022年（令和4年）12月13日16時40分ごろ、阪神バス鷲林寺線東回りバス（日野・ブルーリボンII、2009年式）の運転手が、先行バスで混雑していたバスロータリー内で旋回後に再度進入した際、ブレーキとアクセルの操作を誤り、エビスタ西宮増床部分1階のフードコートのベーカリー「R-Baker」部分に衝突した。バスはバス停をなぎ倒し、北側の歩道を乗り越え、フードコートの窓ガラスを突き破って大破した。
この事故で、フードコート内の客1人、歩道の通行人1人、運転手1人の計3人が怪我をした。また、バスロータリーが一時立ち入り禁止となり、衝突したバスは同日23時50分ごろにレッカー車により撤去された。
同日、兵庫県警西宮署は、59歳の阪神バス運転手を自動車運転処罰法違反（過失傷害）で現行犯逮捕した。また、県警西宮署は翌日、阪神バス西宮浜営業所を家宅捜索した。

## 周辺
- 西宮神社
- 西宮中央通商店街
- ダイエー阪神西宮店（旧ダイエー）
- ドン・キホーテ西宮店
- 西宮郵便局（日本郵便西宮支店・ゆうちょ銀行西宮店併設）
- 西宮市役所
- 国道2号
- 国道43号
- 国道171号
- フレンテ西宮